# All Night Long (Sammy Hagar)
| Recensione | Giudizio |
| ---------- | -------- |
| AllMusic   | [ 1 ]    |

All Night Long è il primo album dal vivo di Sammy Hagar, uscito nel 1978.
L'album è stato pubblicato nel 1980 con l'aggiunta di un'altra traccia, e con il nuovo titolo Loud & Clear

## Tracce
1. Red – 5:04 (John Carter, Hagar)
2. Rock 'n' Roll Weekend – 3:40 (Sammy Hagar)
3. Make It Last/Reckless – 6:35 (Sammy Hagar)
4. Turn Up the Music – 5:36 (John Carter, Sammy Hagar)
5. I've Done Everything for You – 3:20 (Sammy Hagar)
6. Young Girl Blues – 8:52 (Donovan)
7. Bad Motor Scooter – 7:03 (Sammy Hagar)

Traccia aggiunta in "Loud & Clear"
1. Space Station #5 – 3:46 (Sammy Hagar, Ronnie Montrose)

## Formazione
- Sammy Hagar - voce
- Denny Carmassi - batteria
- Bill Church - basso
- Alan Fitzgerald - tastiere
- Gary Pihl - chitarra
- Chuck Ruff - batteria